# Lassine Sinayoko
Lassine Sinayoko (* 8. Dezember 1999 in Bamako) ist ein malisch-französischer Fußballspieler, der aktuell bei der AJ Auxerre in der Ligue 1 spielt.

## Karriere

### Verein
Sinayoko begann seine fußballerische Karriere in Mali bei der Cosmo Taverny, ehe er nach Frankreich zu Entente SSG wechselte. Im Juni 2017 wechselte er in die Jugendakademie der AJ Auxerre und kam dort auch schon schnell für die zweite Mannschaft zum Einsatz. In der Saison 2017/18 stand er auch schon einmal im Kader der Profis. Auch 2019/20 stand er einmal im Spieltagskader, spielte aber noch nicht. Nebenbei schaffte er mit elf Toren in 24 Einsätzen für die zweite Mannschaft mit dem Team den Aufstieg von der National 3 in die National 2. Am 32. Spieltag der Spielzeit 2020/21 debütierte er zudem nach später Einwechslung gegen Chamois Niort für die Profis. Insgesamt spielte er in jener Saison zweimal für die Profis. Am 14. Spieltag der Folgesaison 2021/22 traf er gegen den FC Valenciennes bei einem 2:1-Sieg das erste Mal im Profibereich. Insgesamt schoss er drei Tore und gab vier Vorlagen in 31 Ligaspielen. Zudem spielte er in allen drei Aufstiegsrelegationsspielen, welche man erfolgreich beendete und in die Ligue 1 aufstieg. Daraufhin spielte er am ersten Spieltag der Saison 2022/23 das erste Mal in Frankreichs höchster Liga gegen den OSC Lille.

### Nationalmannschaft
Sonayoko debütierte am 6. September 2021 in einem WM-Qualifikationsspiel gegen Uganda für die malische A-Nationalmannschaft. Beim Afrika-Cup 2022 erhielt er bis zum Ausscheiden im Achtelfinale einen Einsatz.

## Erfolge
AJ Auxerre B
- Meister der National 3 und Aufstieg in die National 2: 2020

AJ Auxerre
- Aufstieg in die Ligue 1: 2022